# Gongora subg. Acropera
G. subg. Acropera là một phân chi lan trong chi Gongora, gồm 7 loài.